# Liste der Biografien/Phe
Liste der Biografien |
Portal Biografien |
Personensuche
# |
A |
B |
C |
D |
E |
F |
G |
H |
I |
J |
K |
L |
M |
N |
O |
P |
Q |
R |
S |
T |
U |
V |
W |
X |
Y |
Z |
?
 
Pa |
Pc |
Pe |
Pf |
Ph |
Pi |
Pj |
Pk |
Pl |
Pm |
Pn |
Po |
Pr |
Ps |
Pt |
Pu |
Pv |
Pw |
Py
 
Pha |
Phe |
Phi |
Phl |
Pho |
Phr |
Phu |
Phy
Die Liste der Biografien führt alle Personen auf, die in der deutschsprachigen Wikipedia einen Artikel haben. Dieses ist eine Teilliste mit 125 Einträgen von Personen, deren Namen mit den Buchstaben „Phe“ beginnt.

## Phe

### Phea
- Phear, John Budd (1825–1905), britischer Kolonialbeamter und Anthropologe

### Phee
- Pheemphapob Viriyachanchai (* 1999), thailändischer Fußballspieler

### Pheg
- Phegeus, indischer Fürst

### Pheh
- Phehlukwayo, Andile (* 1996), südafrikanischer Cricketspieler

### Phei
- Pheidippides († 490 v. Chr.), sagenhafter Botenläufer, der zum Vorbild für den modernen Marathon wurdePheidippides († 490 v. Chr.)
- Pheidippos, attischer Vasenmaler

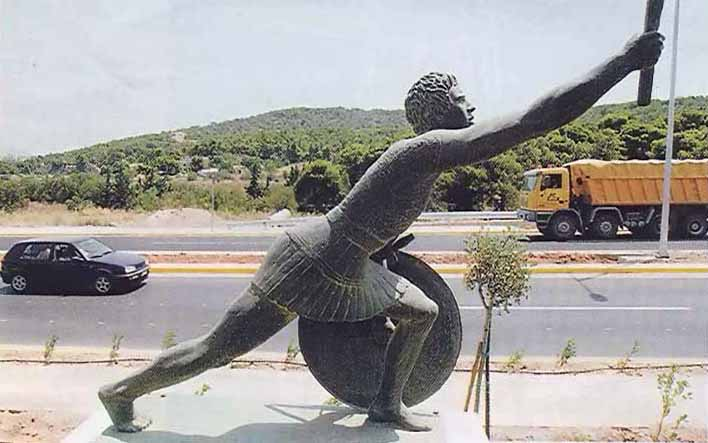
Pheidippides († 490 v. Chr.)

- Pheidon, Politiker, gehörte zu den Dreißig Tyrannen
- Pheiffer, William T. (1898–1986), US-amerikanischer Politiker

### Phel
- Phela (* 1989), deutsche Singer-Songwriterin und Geigerin
- Phelan, Adam (* 1991), australischer Straßenradrennfahrer
- Phelan, Ann (* 1961), irische Politikerin
- Phelan, Brittany (* 1991), kanadische Skirennläuferin und Skicrosserin
- Phelan, Donna (* 1972), kanadische Triathletin
- Phelan, Edward (1888–1967), irischer UN-Funktionär, Generaldirektor der Internationalen Arbeitsorganisation
- Phelan, James (1821–1873), US-amerikanischer Politiker
- Phelan, James D. (1861–1930), amerikanischer Politiker (Demokraten) und Bankier
- Phelan, James junior (1856–1891), US-amerikanischer Politiker
- Phelan, Joe, US-amerikanischer Basketballspieler
- Phelan, John Paul (* 1978), irischer Politiker (Fine Gael); Staatsminister
- Phelan, Kieran (1949–2010), irischer Politiker
- Phelan, Michael (1817–1871), US-amerikanischer Billardspieler, Unternehmer und Autor
- Phelan, Michael (* 1991), australischer Bahn- und Straßenradrennfahrer
- Phelan, Michael Francis (1875–1941), US-amerikanischer Politiker
- Phelan, Mike (* 1962), englischer Fußballspieler und -trainer
- Phelan, Nicky, irischer Animator und Filmregisseur
- Phelan, Patrick (1795–1857), irischer Ordensgeistlicher und römisch-katholischer Bischof von Kingston
- Phelan, Richard, britischer Animator und Filmregisseur
- Phelan, Rod, kanadischer Badmintonspieler
- Phelan, Shawn (1975–1998), US-amerikanischer Filmschauspieler und Musiker
- Phelan, Terry (* 1967), irischer Fußballspieler
- Phelan, Twist, US-amerikanische Autorin
- Phelane, Bokang, lesothische Schauspielerin, Regisseurin und Produzentin
- Phélippeau, Hervé (* 1962), französischer Mittelstreckenläufer
- Phelippes, Thomas (1556–1625), englischer Kryptoanalytiker
- Phellinas, antiker Bildhauer
- Pheloung, Barrington (1954–2019), australischer Komponist
- Phelps Brown, Henry (1906–1994), englischer Arbeitsökonom und Wirtschaftshistoriker
- Phelps, Anson Green (1781–1853), US-amerikanischer Geschäftsmann
- Phelps, Anthony (1928–2025), haitianischer Schriftsteller
- Phelps, Bill (1934–2019), US-amerikanischer Politiker
- Phelps, Brian (* 1944), britischer Wasserspringer
- Phelps, Charles E. (1833–1908), US-amerikanischer Politiker
- Phelps, Clarice E. (* 1981), US-amerikanische Nuklearchemikerin
- Phelps, Darwin (1807–1879), US-amerikanischer Politiker
- Phelps, David (* 1969), US-amerikanischer Sänger, Songwriter christlicher Popmusik und Keyboarder
- Phelps, David D. (* 1947), US-amerikanischer Politiker
- Phelps, Derrick (* 1972), US-amerikanischer Basketballspieler
- Phelps, Edmund S. (* 1933), US-amerikanischer Ökonom und Nobelpreisträger
- Phelps, Edward John (1822–1900), US-amerikanischer Jurist und Diplomat
- Phelps, Elisha (1779–1847), US-amerikanischer Politiker
- Phelps, Elizabeth (* 1962), US-amerikanische Neurowissenschaftlerin
- Phelps, Elizabeth Stuart (1844–1911), US-amerikanische Autorin, Feministin und Tierrechtlerin
- Phelps, Ellsworth C. (1827–1913), US-amerikanischer Komponist und Organist
- Phelps, Fred (1929–2014), US-amerikanischer Baptistenprediger
- Phelps, James (1822–1900), US-amerikanischer Politiker
- Phelps, James (* 1986), britischer SchauspielerJames Phelps (* 1986)

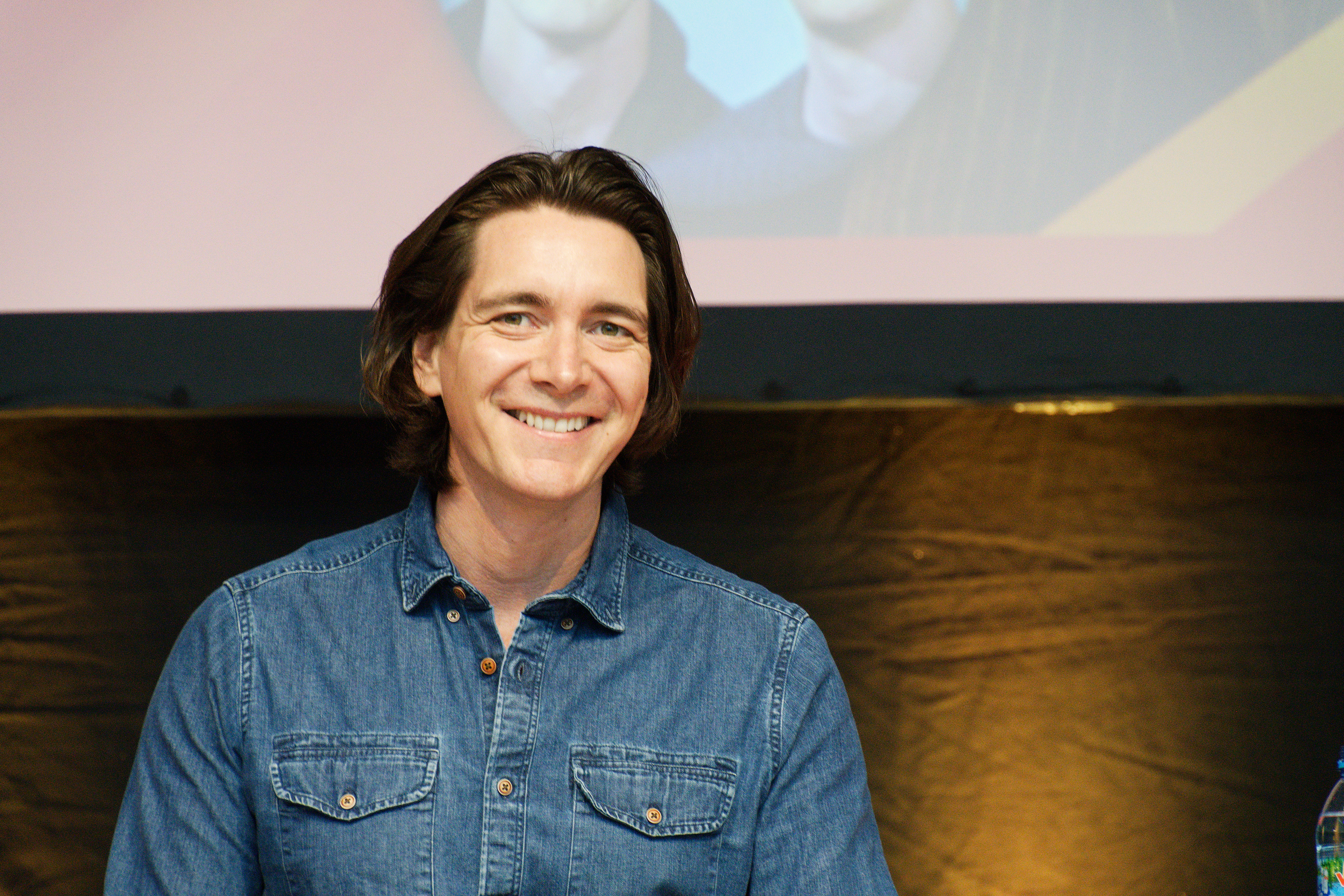
James Phelps (* 1986)

- Phelps, Jaycie (* 1979), US-amerikanische Kunstturnerin
- Phelps, John M. (1821–1884), US-amerikanischer Politiker
- Phelps, John S. (1814–1886), US-amerikanischer Politiker
- Phelps, Kerryn (* 1957), australische Politikerin und Ärztin
- Phelps, Lancelot (1784–1866), US-amerikanischer Politiker
- Phelps, Mason (1885–1945), US-amerikanischer Golfer
- Phelps, Maylee (* 2006), US-amerikanische Rollstuhltennisspielerin
- Phelps, Michael (* 1985), US-amerikanischer SchwimmerMichael Phelps (* 1985)

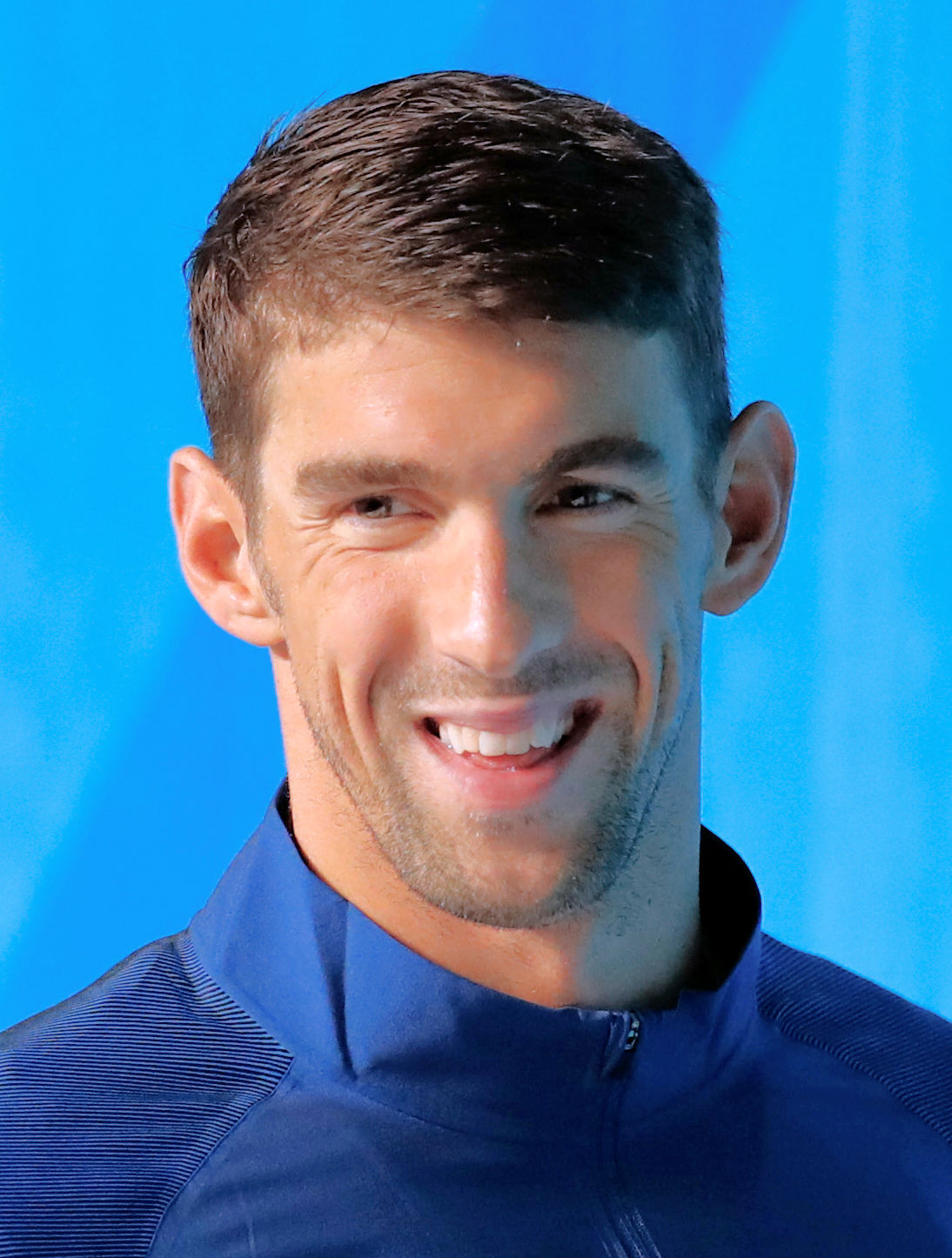
Michael Phelps (* 1985)

- Phelps, Michael E. (* 1939), US-amerikanischer Mathematiker und Chemiker, Erfinder der Positronenemissionstomografie
- Phelps, Nigel (* 1962), britischer Filmarchitekt
- Phelps, Oliver (1749–1809), US-amerikanischer Politiker
- Phelps, Oliver (* 1986), britischer Schauspieler
- Phelps, Peter (* 1960), australischer Schauspieler
- Phelps, Phelps (1897–1981), US-amerikanischer Politiker
- Phelps, Richard (* 1961), britischer Pentathlet
- Phelps, Robert (1890–1980), britischer Ringer
- Phelps, Robert (1926–2013), US-amerikanischer Mathematiker
- Phelps, Samuel S. (1793–1855), US-amerikanischer Jurist und Politiker
- Phelps, Seth Ledyard (1824–1885), US-amerikanischer Politiker und Diplomat
- Phelps, Terry (* 1966), US-amerikanische Tennisspielerin
- Phelps, Timothy Guy (1824–1899), US-amerikanischer Unternehmer und Politiker
- Phelps, Willard (* 1941), kanadischer Politiker, Premierminister des Territoriums Yukon (1985)
- Phelps, William Henry (1875–1965), US-amerikanischer Ornithologe und Geschäftsmann
- Phelps, William Henry, Jr. (1902–1988), venezolanischer Ornithologe, Geograph und Geschäftsmann
- Phelps, William Lyon (1865–1943), US-amerikanischer Literaturwissenschaftler und Hochschullehrer
- Phelps, William Wallace (1826–1873), US-amerikanischer Politiker
- Phelps, William Walter (1839–1894), US-amerikanischer Politiker
- Phelsum, Murk van (1730–1779), niederländischer Arzt
- Phelut, Alexis (* 1998), französischer Hindernisläufer
- Phélypeaux de Châteauneuf, Balthazar (1638–1700), französischer Staatsmann
- Phélypeaux de La Vrillière, Louis I. (1599–1681), französischer Politiker
- Phélypeaux de La Vrillière, Louis II. (1672–1725), französischer Staatsmann
- Phélypeaux de Pontchartrain, Jérôme (1674–1747), französischer Staatsmann
- Phélypeaux de Pontchartrain, Louis I. (1613–1685), französischer Politiker und Magistrat
- Phélypeaux de Pontchartrain, Louis II. (1643–1727), französischer Politiker
- Phélypeaux de Pontchartrain, Paul (1569–1621), französischer Staatsmann
- Phélypeaux de Saint-Florentin, Louis (1705–1777), französischer Staatsmann
- Phélypeaux, Raymond Balthazar († 1713), französischer Diplomat und Gouverneur
- Phélypeaux, Raymond seigneur d’Herbault (1560–1629), französischer Politiker und Diplomat

### Phen
- Pheninckx, Malou (* 1991), niederländische Hockeyspielerin
- Phenix, Erin (* 1981), US-amerikanische Schwimmerin
- Phenomden (* 1980), Schweizer Mundart-Reggae- und Rapkünstler

### Pher
- Pherai, Immanuël (* 2001), surinamisch-niederländischer FußballspielerImmanuël Pherai (* 2001)

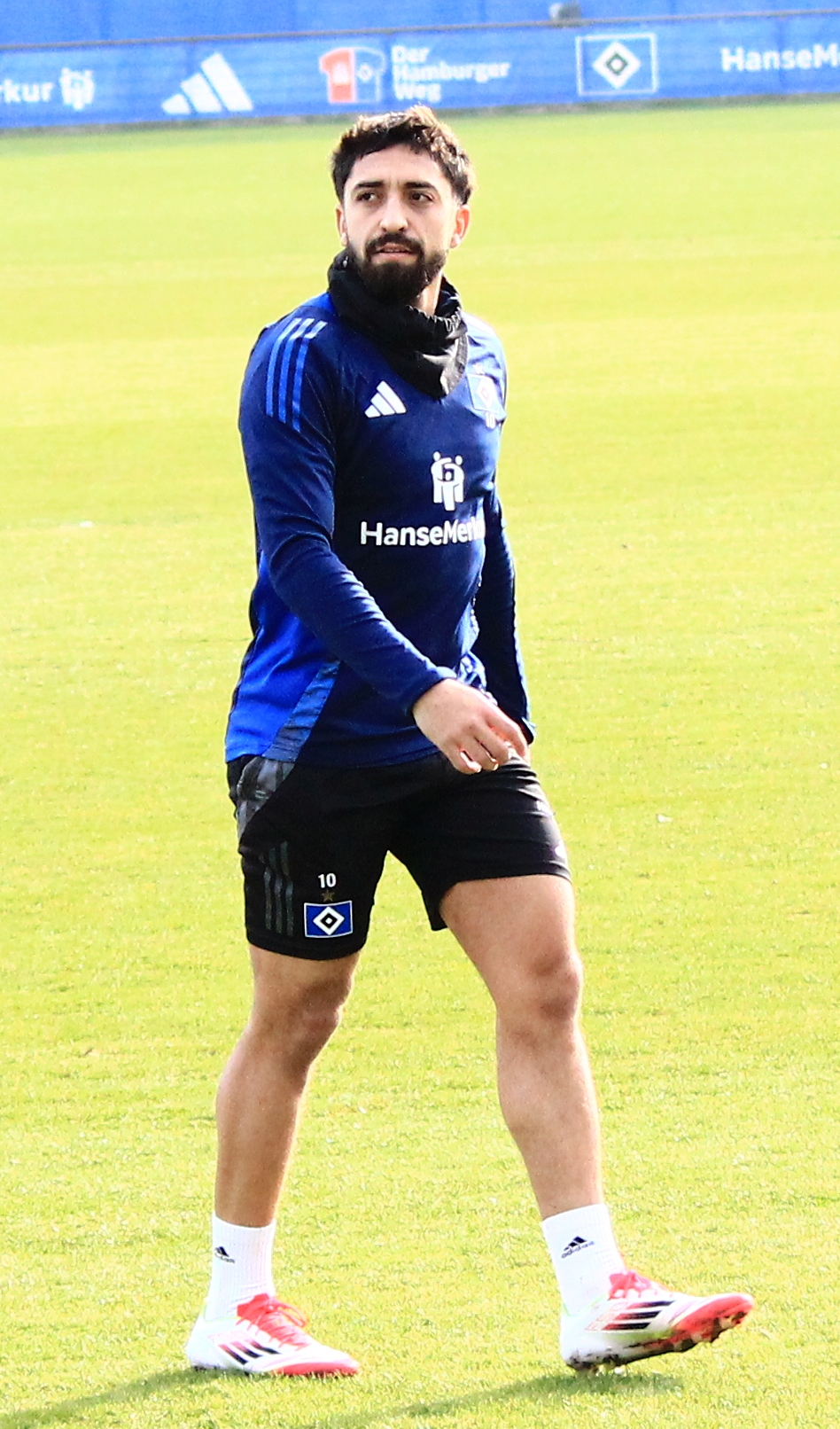
Immanuël Pherai (* 2001)

- Pherekrates, griechischer Dramatiker der Alten Komödie
- Pherekydes von Athen, griechischer Genealoge
- Pherekydes von Syros, griechischer Mythograf und Kosmologe
- Pherendates, Achämenide, Feldherr und Neffe des Großkönigs Xerxes I.
- Pherendates I., persischer Satrap
- Pherendates II., persischer Satrap
- Pherenikos, antiker, griechischer Epiker
- Pheretime, Königin von Kyrene
- Pherndorphius, Petrus, deutscher Humanist und Pädagoge
- Pheroras († 5 v. Chr.), Bruder Herodes des Großen

### Phes
- Phesao, Vamuzo (1938–2000), indischer Politiker

### Phet
- Phetchamroen, Phubessawara (* 1975), thailändischer zeitgenössischer Künstler und Maler
- Phetdarin Somrat (* 1995), thailändische Radrennfahrerin
- Phetkun, Athicha (* 2005), thailändische Sprinterin
- Phetmalaikul, Manasawin (* 1999), englisch-thailändischer Snookerspieler
- Phetmany, Vilouna, laotische Schauspielerin und Model
- Pheto, Pule (* 1966), südafrikanischer Jazz- und Improvisationsmusiker (Piano, Komposition) und Musikproduzent
- Phetpackdy, Manolom (* 1991), laotischer Fußballspieler
- Phetpradab, Khosit (* 1994), thailändischer Badmintonspieler
- Phetracha (1632–1703), König von Ayutthaya in Siam
- Phetsarath (1890–1959), laotischer Politiker
- Phetsivilay, Kaharn (* 1998), laotischer Fußballspieler
- Phettberg, Hermes (1952–2024), österreichischer Künstler, Schauspieler, Autor und TalkmasterHermes Phettberg (1952–2024)

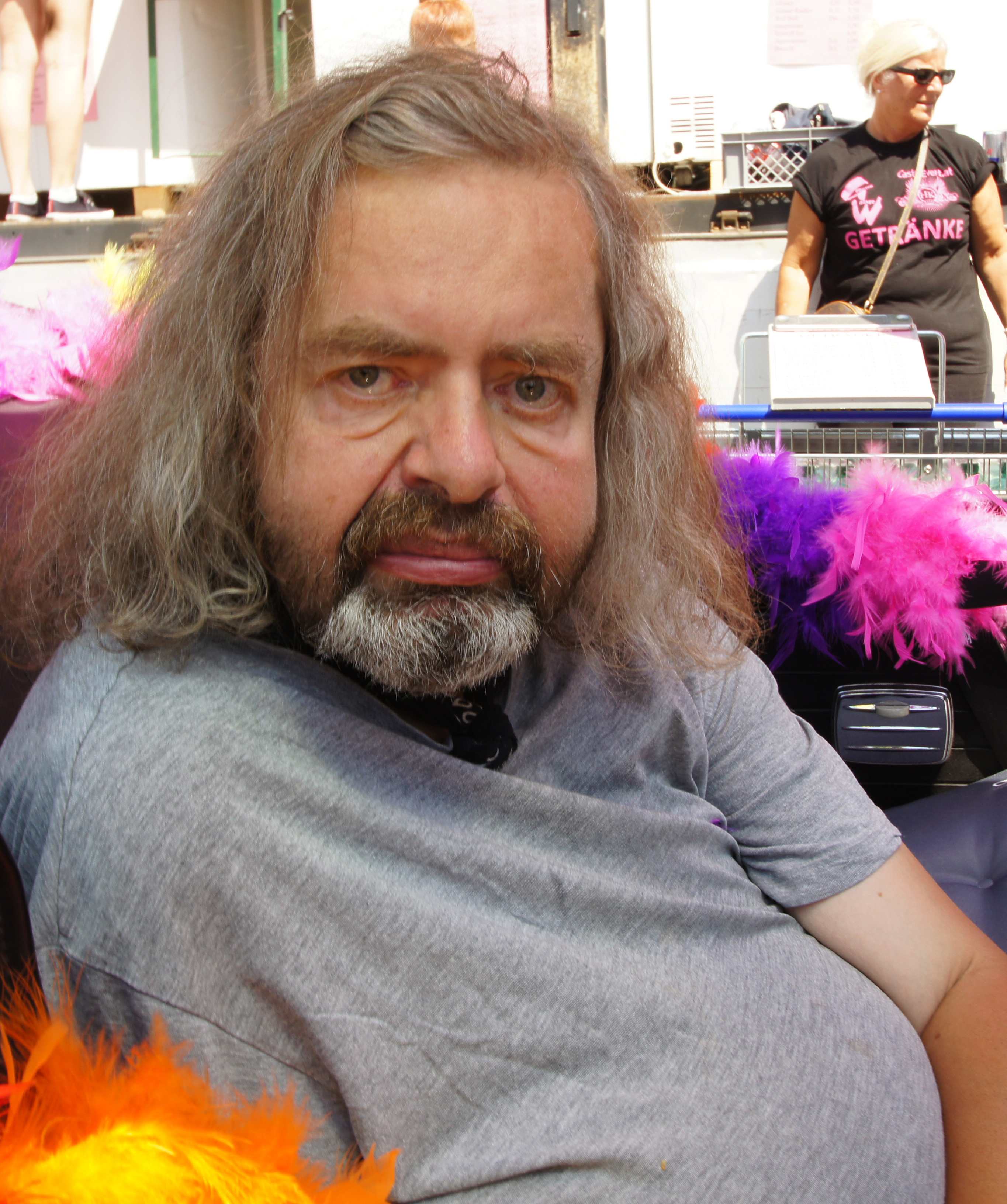
Hermes Phettberg (1952–2024)

- Phetviengsy, Sonevilay (* 2004), laotischer Fußballspieler

### Pheu
- Pheulpin, Simone (* 1941), französische Textilkünstlerin und Textilbildhauerin

### Phew
- Phew (* 1959), japanische Sängerin im Bereich der Rock- und Jazz-Avantgarde